# Beverly Hills (Zivert)
Beverly Hills è un singolo della cantante russa Zivert, pubblicato il 25 settembre 2019 come terzo estratto dal primo album in studio Vinyl #1.
È stato candidato come hit dance dell'anno nell'ambito dei premi Viktorija.

## Video musicale
Il video musicale, diretto dal regista ucraino Alan Badojev, è stato reso disponibile il 21 novembre 2019.

## Tracce
Testi e musiche di Julija Zivert, Arkadijs Kotkovs, Bogdan Leonovič e Kirill Gud.
Download digitale, streaming – Remix Collection EP
1. Beverly Hills (Alex Shik & Slaving Remix) – 3:40
2. Beverly Hills (Kapral & Ladynsax Radio Remix) – 3:37
3. Beverly Hills (Lavrushkin & NitugaL Remix) – 3:01
4. Beverly Hills (Mikis Remix) – 3:16

## Classifiche

### Classifiche settimanali
| Classifica (2020-24) | Posizione massima |
| -------------------- | ----------------- |
| Bulgaria             | 2                 |
| Kazakistan           | 36                |
| Lettonia             | 89                |
| Moldavia             | 58                |
| Russia               | 25                |
| Ucraina              | 19                |

### Classifiche di fine anno
| Classifica (2020) | Posizione |
| ----------------- | --------- |
| Bulgaria          | 6         |
| Russia            | 91        |
| Ucraina           | 161       |
| Classifica (2023) | Posizione |
| Kazakistan        | 77        |
| Classifica (2024) | Posizione |
| Kazakistan        | 74        |
| Moldavia          | 176       |

### Classifiche di fine decennio
| Classifica (2020-29) | Posizione |
| -------------------- | --------- |
| Kazakistan           | 2         |
| Moldavia             | 66        |
| Russia               | 122       |